# Nettoyage ethnique de Prijedor
Pendant la guerre de Bosnie, une campagne de nettoyage ethnique a été menée par les dirigeants politiques et militaires des Serbes de Bosnie, JNA et les unités paramilitaires, principalement contre les civils Bosniaques et Croates dans la région de Prijedor en Bosnie-Herzégovine en 1992 et 1993,,. La composition des non-Serbes a été considérablement réduite : sur une population de 50 000 Bosniaques et 6 000 Croates, seuls 6 000 Bosniaques et 3 000 Croates restaient dans la municipalité à la fin de la guerre,. Après le massacre de Srebrenica, Prijedor est la zone avec le deuxième taux le plus élevé de meurtres civils commis pendant la guerre de Bosnie. Selon le Centre de recherche et de documentation (IDC) basé à Sarajevo, 4 868 personnes ont été tuées ou ont disparu dans la municipalité de Prijedor pendant la guerre. Parmi eux, 3 515 civils bosniaques, 186 civils croates et 78 civils serbes. À partir d'octobre 1996 des fosses communes ont été localisées et environ 2 100 victimes ont été identifiées, en grande partie par analyse ADN .
Les crimes commis à Prijedor ont fait l'objet de 13 procès devant le Tribunal pénal international pour l'ex-Yougoslavie. Des soldats et des policiers du SDS serbe, des cellules de crise, dont Milomir Stakić,, Milan Kovačević, Radoslav Brđanin, y compris les plus hauts dirigeants, dont le général Ratko Mladić, le président serbe de Bosnie Radovan Karadžić et le président serbe Slobodan Milošević ont été accusés de génocide, de persécutions, de déportation, d'extermination, de meurtre, de transferts forcés de détention illégale, de torture en tant que crimes contre l'humanité (attaques généralisées et systématiques contre une population civile) et d'autres crimes auraient été commis à Prijedor. Le TPIY a qualifié les événements de Prijedor de 1992 d'actes constitutifs du génocide, pour avoir entraîné la mort de membres du groupe et causé de graves lésions corporelles et mentales aux membres de ce groupe. L'exigence de l'intention spécifique de détruire physiquement n'a pas été établie au-delà de tout doute raisonnable. Cependant, les événements de 1992 à Prijedor faisaient partie d'une entreprise criminelle commune visant à expulser de force les Bosniaques et les Croates de Bosnie des vastes territoires de Bosnie.
En 2014, les enquêteurs ont été dirigés par deux civils serbes de Bosnie qui ont travaillé dans et autour des camps vers un complexe minier de Tomašica, déterrant le plus grand charnier de Bosnie et la découverte de plus de 1 000 corps dans les fosses communes de Tomašica et de Jakarina kosa.

## Contexte
À la suite des déclarations d'indépendance de la Slovénie et de la Croatie en juin 1991, la situation dans la municipalité de Prijedor s'est rapidement détériorée. Pendant la guerre en Croatie, la tension s'est accrue entre les Serbes et les communautés bosniaques et croates.
Les Bosniaques et les Croates ont commencé à quitter la municipalité en raison d'un sentiment croissant d'insécurité et de peur causé par l'intensification de la propagande serbe. Le journal municipal Kozarski Vjesnik a commencé à publier des allégations contre les non-Serbes. Les médias serbes ont propagé l'idée que les Serbes devaient s'armer. Des termes comme Ustasha (Ustaše), Mujahideen (Mudžahedini) et Bérets verts (Zelene beretke) ont été largement utilisés dans la presse comme synonymes de la population non serbe. Radio Prijedor a diffusé de la propagande insultant les Croates et les Musulmans de Bosnie. À la suite de la prise de contrôle de la station émettrice sur le mont Kozara en août 1991 par l'unité paramilitaire serbe des Loups de Vučjak, TV Sarajevo a été coupée. Il a été remplacé par des émissions de Belgrade et de Banja Luka avec des interviews de politiciens serbes radicaux et des interprétations de chansons nationalistes serbes, qui auraient été interdites auparavant.

## Développements politiques avant la prise de contrôle
Le 7 janvier 1992, les membres serbes de l'Assemblée municipale de Prijedor et les présidents des conseils municipaux locaux du Parti démocratique serbe (SDS) ont proclamé l'Assemblée du peuple serbe de la municipalité de Prijedor et mis en œuvre les instructions secrètes qui avaient été publiées le 19 décembre 1991. L'« Organisation et activité des organes du peuple serbe en Bosnie-Herzégovine dans des circonstances extraordinaires » a fourni un plan de prise de contrôle par le SDS des municipalités de Bosnie-Herzégovine, ainsi que des plans pour la création de cellules de crise.  Milomir Stakić, ultérieurement reconnu coupable par le TPIY de crimes contre l'humanité contre des civils bosniaques et croates, a été élu président de cette Assemblée. Dix jours plus tard, le 17 janvier 1992, l'Assemblée a approuvé l'adhésion des territoires serbes de la municipalité de Prijedor à la région autonome de Krajina bosnien en afin de mettre en œuvre la création d'un État serbe distinct sur les territoires de souche serbe.
Le 23 avril 1992, le Parti démocratique serbe a décidé, entre autres, que toutes les unités serbes commencent immédiatement à travailler sur la prise de contrôle de la municipalité en coordination avec l' armée populaire yougoslave et les unités de la future armée de la Republika Srpska . Fin avril 1992, un certain nombre de postes de police clandestins serbes ont été créés dans la municipalité et plus de 1 500 Serbes armés étaient prêts à participer à la prise de contrôle.

## La prise de contrôle
Une déclaration sur la prise de contrôle préparée par les hommes politiques serbes du Parti démocratique serbe a été lue sur Radio Prijedor le lendemain de la prise de contrôle et a été répétée tout au long de la journée. Lors de la planification de la prise de contrôle prévue, il a été décidé que les 400 policiers serbes qui participeraient à la prise de contrôle seraient suffisants pour la tâche. L'objectif de la reprise était de reprendre les fonctions du président de la commune, du vice-président de la commune, du directeur de la poste, du chef de la police, etc.
Dans la nuit du 29 au 30 avril 1992, la prise de pouvoir a eu lieu. Des employés du poste de sécurité publique et de la police de réserve se sont rassemblés à Cirkin Polje, une partie de la ville de Prijedor. Seuls les Serbes étaient présents et certains d'entre eux portaient des uniformes militaires. Les gens là-bas ont été chargés de prendre le pouvoir dans la municipalité et ont été largement divisés en cinq groupes. Chaque groupe d'une vingtaine avait un chef et chacun a reçu l'ordre de prendre le contrôle de certains bâtiments. Un groupe était responsable du bâtiment de l'Assemblée, un du bâtiment principal de la police, un des tribunaux, un de la banque et le dernier du bureau de poste.
Le TPIY a conclu que la prise de contrôle par les politiciens serbes était un coup d'État illégal, planifié et coordonné longtemps à l'avance dans le but de créer une municipalité purement serbe destiné à faire partie de la Grande Serbie. Ces plans n'ont jamais été cachés et ont été mis en œuvre dans le cadre d'une action coordonnée par la police, l' armée et les politiciens serbes. L'une des figures de proue était Milomir Stakić, qui en est venu à jouer le rôle dominant dans la vie politique de la municipalité.

## Attaques armées contre les civils
Après la prise de contrôle, la vie civile a été transformée de multiples façons. La tension et la peur se sont considérablement accrues parmi la population non serbe de la municipalité de Prijedor. La présence militaire des formations serbes dans la ville de Prijedor a considérablement augmenté. Des soldats armés ont été placés au-dessus de tous les immeubles de grande hauteur de la ville de Prijedor et la police serbe a établi des points de contrôle dans toute la ville de Prijedor.
Dans l'affaire Stakić, le TPIY a conclu que de nombreuses personnes avaient été tuées lors des attaques de l'armée serbe contre des villages et des villes à majorité musulmane de la municipalité de Prijedor et que plusieurs massacres de musulmans bosniaques avaient eu lieu et qu'un ensemble complet d' atrocités contre les musulmans bosniaques en municipalité de Prijedor en 1992 avait été prouvée au-delà de tout doute raisonnable .

### La propagande
Après la prise de contrôle, Radio Prijedor a propagé des idées nationalistes serbes qualifiant d'éminents non-Serbes de criminels et d'extrémistes, qui devraient être punis pour leur comportement. Un exemple d'une telle propagande est le langage désobligeant utilisé pour désigner les non-Serbes tels que les moudjahidines, les ustaše ou les bérets verts. La presse écrite et audiovisuelle ont également diffusé ce qui ne peut être considéré que comme des mensonges flagrants selon la conclusion du TPIY sur les médecins non serbes: le Dr Mirsad Mujadžić, de l'ethnie bosniaque, a été accusé d'avoir injecté des drogues à des femmes serbes les rendant incapables d'accoucher les enfants de sexe masculin et le Dr Željko Sikora, un Croate, appelé Monster Doctor, a été accusé d'avoir fait avorter des femmes serbes si elles étaient enceintes d'enfants de sexe masculin et d'avoir castré les bébés de sexe masculin de parents serbes. De plus, dans un article « Kozarski Vjesnik » daté du 10 juin 1992, le Dr Osman Mahmuljin était accusé d'avoir délibérément fourni des soins médicaux inappropriés à son collègue serbe le Dr Živko Dukić, victime d'une crise cardiaque. La vie du Dr Dukić n'a été sauvée que parce que le Dr Radojka Elenkov a interrompu la thérapie prétendument initiée par le Dr Mahmuljin. Les appels ont été diffusés visant les Serbes à lyncher les non-Serbes. De plus, des biographies forgées d'éminents non-Serbes, dont le Prof. Muhamed Ćehajić, M. Crnalić, le Dr Eso Sadiković et le Dr Osman Mahmuljin, ont été diffusés. D' après la conclusion du TPIY dans Stakic verdict Mile Mutić, le directeur de Kozarski Vjesnik et le journaliste Rade Mutić sont régulièrement assisté en reunions avec des autorités locales serbes politiques afin d'être informé sur les prochaines étapes de la propagande.

### Renforcement des forces serbes
Dans les semaines qui ont suivi la prise de contrôle, les autorités serbes de Prijedor se sont employées à renforcer militairement leur position conformément aux décisions adoptées aux plus hauts niveaux. Le 12 mai 1992, l' Assemblée autoproclamée du peuple serbe a créé l'armée serbe sous le commandement de Ratko Mladić en réunissant les anciennes unités de la JNA (plus tard Armée de Serbie et Monténégro et Armée de la Republika Srpska).
Le major Radmilo Željaja a lancé un ultimatum appelant tous les citoyens bosniaques à remettre leurs armes à l'armée serbe, à déclarer leur loyauté à la République serbe et à répondre aux appels à la mobilisation. L'ultimatum émis contenait également une menace de punition de toute résistance. Pour l'essentiel, la population civile s'est conformée à ces demandes en remettant leurs fusils et pistolets de chasse ainsi que leurs permis et dans la conviction que s'ils rendaient leurs armes, ils seraient en sécurité. Les fouilles à domicile effectuées par des soldats dans les habitations de la population non serbe étaient courantes et toutes les armes retrouvées étaient confisquées.

### Marquage des maisons et des personnes non serbes
Beaucoup de non-Serbes ont été licenciés de leur emploi dans la période postérieure à la prise de contrôle. La tendance générale se reflète dans une décision des autorités régionales serbes à savoir la cellule de crise de la région autonome de Krajina (Ark) datée du 22 juin 1992, qui dispose que toutes les entreprises à capitaux sociaux, les sociétés par actions, les institutions publiques, les services publics, les ministères de l'intérieur et l'armée de la République serbe ne peuvent être détenu par du personnel de nationalité serbe.
Les annonces diffusées à la radio, à partir du 31 mai 1992, ont également obligé les non-Serbes à accrocher des draps blancs à l' extérieur de leurs maisons et à porter des brassards blancs, comme preuve de leur loyauté envers les autorités serbes. Charles McLeod, qui était avec l'ECMM et a visité la municipalité de Prijedor dans les derniers jours d'août 1992, a déclaré qu'en visitant un village mixte serbe et musulman bosniaque, il avait vu que les maisons bosniaques (bosniaques) étaient identifiées par un drapeau blanc sur le toit. Ceci est corroboré par le témoignage de Barnabas Mayhew (ECMM), qui a déclaré que les maisons des musulmans bosniaques étaient marquées de drapeaux blancs afin de les distinguer des maisons serbes.

### Attaque sur Hambarine
Hambarine était essentiellement un village bosniaque de la municipalité de Prijedor. Le 22 mai 1992, l'Armée populaire yougoslave (JNA) contrôlée par les Serbes a lancé un ultimatum aux habitants de Hambarine. Les habitants devaient remettre plusieurs personnes présumées impliquées dans une attaque contre la JNA. L'ultimatum n'a pas été respecté et vers midi le lendemain, le bombardement de Hambarine a commencé. Les bombardements provenaient de trois directions du nord-ouest dans la région de Karane, de la région d'Urije et de la région de Topic Hill. Il y avait deux ou trois chars serbes et environ un millier de soldats pendant l'attaque. Le bombardement de Hambarine s'est poursuivi jusqu'à environ 15 heures. Les résidents bosniaques ont tenté de défendre le village, mais ils ont été contraints de fuir vers d'autres villages ou vers les bois de Kurevo pour échapper aux bombardements. Il y avait environ 400 réfugiés, pour la plupart des femmes, des enfants et des personnes âgées, qui ont fui Hambarine à la suite de l'attaque qui a vu les soldats serbes tuer, violer et incendier des maisons. Une opération militaire s'est donc concentrée sur la forêt de Kurevo.

### Attaque sur Kozarac
Après la prise de contrôle serbe de Prijedor, la population de Kozarac a tenté de contrôler le périmètre de leur ville et a organisé des patrouilles. Après l'attaque de Hambarine, un autre ultimatum  a été lancé pour la ville de Kozarac. Radmilo Željaja a prononcé l'ultimatum sur Radio Prijedor, menaçant de raser Kozarac au sol si les habitants ne se conformaient pas. À la suite de l'ultimatum, des négociations ont eu lieu entre les parties bosniaque et serbe, qui ont échoué. Stojan Župljanin, accusé plus tard de crimes de guerre par le TPIY et l'un des fugitifs les plus recherchés en plus de Radovan Karadžić et Ratko Mladić, qui dirigeait la délégation serbe, a déclaré que si ses conditions n'étaient pas réunies, l'armée prendrait Kozarac par la force. Le 21 mai 1992, les habitants serbes de Kozarac ont commencé à quitter la ville. Kozarac a ensuite été encerclé et les lignes téléphoniques ont été déconnectées. Dans la nuit du 22 au 23 mai 1992, des détonations ont été entendues en direction de Prijedor et des incendies ont été observés dans la région de Hambarine.
L'attaque a commencé le 25 mai 1992 et s'est terminée le 27 mai à 13 heures. Un convoi militaire composé de deux colonnes s'est approché de Kozarac, et ses soldats ont ouvert le feu sur les maisons et les postes de contrôle et, en même temps, des obus ont été tirés depuis les collines. La fusillade visait des personnes fuyant la zone. Le bombardement était intense et implacable. Plus de 5 000 soldats et combattants serbes ont participé à l'attaque. Les forces serbes comprenaient la 343e Brigade motorisée (un bataillon motorisé élargi) appuyé par deux batteries 105 mm d' obusiers et un escadron de chars M-84. Après les bombardements, les forces serbes ont tiré sur des personnes dans leurs maisons et que ceux qui se sont rendus ont été emmenés dans un stade de football de Kozarac où certains hommes ont été abattus au hasard. Après que les gens aient été tués ou aient fui leurs maisons, les soldats ont mis le feu aux maisons. Des biens importants ont été détruits à Kozarac à la suite de l'attaque. Les maisons avaient été non seulement détruites, mais nivelées au sol à l'aide de machinerie lourde. Le centre médical de Kozarac a été endommagé lors de l'attaque. L'attaque s'est poursuivie jusqu'au 26 mai 1992, date à laquelle il a été convenu que la population devait quitter le territoire de Kozarac. Un grand nombre de personnes à Kozarac se sont rendues ce jour-là. Les autorités serbes ont expliqué que tous ceux qui souhaitaient se rendre devraient former un convoi et qu'un cessez -le -feu serait en vigueur pendant cette période. On a appris plus tard que lorsque le convoi, qui est parti ce jour-là, a atteint la route Banja Luka - Prijedor, les femmes et les hommes ont été séparés. Les femmes ont été emmenées à Trnopolje et les hommes aux camps de concentration d' Omarska et de Keraterm, ce qui a choqué le monde lorsque les journalistes de la BBC les ont découverts. Un grand nombre de femmes et d'enfants sont arrivés à Prijedor le jour de l'attaque. Le peloton d' intervention de Prijedor, dirigé par Dado Mrđa, Zoran Babić et d'autres, est intervenu et a commencé à maltraiter les femmes et les enfants. Quelque temps plus tard dans la journée, des bus sont arrivés et ils ont ordonné aux femmes et aux enfants de monter à bord de ces bus pour le camp de Trnopolje.
Aucun blessé n'avait été autorisé à sortir de Kozarac. Par exemple, selon le témoignage du Dr Merdžanić devant le TPIY, il n'avait pas été autorisé à organiser l' évacuation de deux enfants blessés, dont l'un avait les jambes complètement brisées, et on lui avait plutôt dit que tous les musulmans sales (en Langue serbe : balija) devraient y mourir, car ils seraient tués de toute façon. Lors de l'attaque, au moins 100 personnes ont été tuées et 1 500 déportées vers des camps de concentration. Un rapport envoyé par le colonel Dragan Marčetić à l'état-major principal de l'armée serbe en date du 27 mai 1992 indique que la zone plus large du village de Kozarac, c'est-à-dire la zone du village de Kozaruša, Trnopolje, Donji Jakupovići, Gornji Jakupovići, Benkovac, Rakovic a été entièrement libérés des Bosniaques (80 à 100 Bosniaques ont été tués, environ 1 500 capturés et environ 100 à 200 personnes étaient en fuite sur le mont Kozara).
Le rapport de la Commission d'experts en Bosnie c. L'affaire de génocide en Serbie devant la Cour internationale de justice déclare que l'attaque de Kozarac a duré trois jours et a poussé de nombreux villageois à fuir vers la forêt pendant que les soldats tiraient sur « tout ce qui bougeait ». Les survivants ont calculé qu'au moins 2 000 villageois ont été tués au cours de cette période. La défense des villageois est tombée le 26 mai Les Serbes auraient alors annoncé que les villageois avaient 10 minutes pour atteindre le stade de football de la ville. Cependant, de nombreuses personnes ont été abattues chez elles avant de pouvoir partir. Un témoin a rapporté que plusieurs milliers de personnes ont tenté de se rendre en portant des drapeaux blancs, mais trois chars serbes ont ouvert le feu sur eux, tuant beaucoup.

### Attaque sur Briševo
Entre le 24 et le 25 juillet 1992, les forces serbes de Bosnie ont attaqué le village à majorité croate de Briševo, près de Prijedor . Selon le consensus de 1991, Briševo comptait une population de 340 personnes, par origine ethnique, 305 Croates, 16 Yougoslaves, 7 Serbes, 1 Bosniaque et 11 autres.  La violence contre les Bosniaques et les Croates de souche dans les villes et villages autour de Prijedor augmentait depuis mai 1992, le 30 mai 1992, Radio-Prijedor, contrôlée par les Serbes, a proclamé la création d'une cellule de crise de la municipalité serbe de Prijedor, que les forces serbes avait déjà commencé une « attaque armée contre la ville de Prijedor » et que les Serbes combattaient contre les oustaché-forces musulmanes, ce qui a encore contribué à l'atmosphère d'hostilité entre les groupes ethniques. Le 31 mai 1992, les autorités serbes ont lancé un ultimatum aux habitants de Briševo pour qu'ils leur remettent toutes les armes, leur promettant que la population locale ne serait pas touchée si elles le faisaient, bien que les dirigeants croates locaux se soient conformés, les forces serbes sont entrées dans le village ce jour-là et ont arrêté d'éminents Croates. et ceux soupçonnés de soutenir le HDZ, ces individus ont ensuite été emmenés dans des camps d'internement près de Sanski Most. Le 24 juillet 1992, les forces serbes de la 5e brigade Kozara de Prijedor et de la 6e brigade de Krajina de Sanski Most ont bombardé le village à 9 heures du matin, puis sont entrées dans le village à pied. Là, les forces serbes ont commencé un massacre de deux jours, incendiant des maisons et des biens et assassinant des civils croates où qu'ils se trouvaient, de nombreuses femmes croates ont été violées avant d'être tuées et certaines victimes ont même été forcées de creuser leurs propres tombes avant d'être tuées.  Les forces serbes ont assassiné 67 civils croates, détruit 65 maisons familiales, y compris l'église catholique du village, ceux qui n'ont pas été tués ont été chassés.  Au cours des procès du TPIY, Milomir Stakić a été reconnu coupable de persécution, de déportation et d'extermination contre des non-Serbes dans la région de Prijedor, y compris les meurtres à Briševo.

## Camps
Pendant et après les massacres de Kozarac, Hambarine et Briševo, les autorités serbes ont mis en place des camps de concentration et ont déterminé qui devait être responsable de la gestion de ces camps.

### Keraterm camp
L' usine Keraterm a été créée en tant que camp le ou vers les 23 et 24 mai 1992. Il y avait quatre chambres dans le camp, la chambre 2 étant la plus grande et la chambre 3 la plus petite. Fin juin 1992, il y avait environ 1 200 personnes dans le camp. Chaque jour, des gens étaient amenés ou emmenés du camp. Les chiffres ont considérablement augmenté à la fin juillet. Les détenus étaient pour la plupart des Musulmans bosniaques et dans une moindre mesure des Croates. Les détenus dormaient sur des palettes en bois utilisées pour le transport de marchandises ou sur du béton nu dans une grande salle de stockage. Les conditions étaient étroites et les gens devaient souvent dormir les uns sur les autres. En juin 1992, la salle 1 contenait 320 personnes et leur nombre continuait d'augmenter. Les détenus recevaient un repas par jour, composé de deux petites tranches de pain et d'une sorte de ragoût. Les rations étaient insuffisantes pour les détenus.

### Camp d'Omarska
Le Omarska mines complexe était situé à environ 20 km de la ville de Prijedor. Les premiers détenus ont été emmenés au camp à la fin du mois de mai 1992 (entre le 26 et le 30 mai). Les bâtiments du camp étaient presque complètement pleins et certains des détenus ont dû être détenus dans la zone située entre les deux bâtiments principaux. Cette zone a été éclairée par des projecteurs spécialement installés après l'arrivée des détenus. Les femmes détenues étaient détenues séparément dans le bâtiment administratif. D'après les documents des autorités serbes de Prijedor, il y avait un total de 3 334 personnes détenues dans le camp du 27 mai au 16 août 1992. 3 197 d'entre elles étaient des Bosniaques (c'est-à-dire Musulmans bosniaques), 125 étaient des Croates.
Avec l'arrivée des premiers détenus, des postes de garde permanents ont été établis autour du camp et des mines antipersonnel ont été installées autour du camp. Les conditions dans le camp étaient horribles. Dans le bâtiment connu sous le nom de Maison Blanche, les salles étaient bondées de 45 personnes dans une salle ne dépassant pas 20 mètres carrés. Les visages des détenus étaient déformés et tachés de sang et les murs étaient couverts de sang. Dès le début, les détenus ont été battus à coups de poing, de crosses de fusil et de bâtons en bois et en métal. Les gardiens ont surtout frappé le cœur et les reins lorsqu'ils ont décidé de battre quelqu'un à mort. Dans le « garage », entre 150 et 160 personnes étaient « emballées comme des sardines » et la chaleur était insupportable. Pendant les premiers jours, les détenus n'ont pas été autorisés à sortir et n'ont reçu qu'un bidon d'eau et du pain. Les hommes suffoquaient pendant la nuit et leurs corps seraient sortis le lendemain matin. La pièce derrière le restaurant était connue sous le nom de Mujo's Room. Les dimensions de cette pièce étaient d'environ 12 mètres sur 15 et le nombre moyen de personnes détenues était de 500, dont la plupart étaient des Bosniaques. Les femmes du camp dormaient dans les salles d'interrogatoire, qu'elles devaient nettoyer chaque jour car les pièces étaient couvertes de sang et de morceaux de peau et de cheveux. Dans le camp, pouvait s'entendre les cris et les gémissements des gens qui étaient battus.
Les détenus d'Omarska avaient un repas par jour. La nourriture était généralement avariée et le processus consistant à obtenir la nourriture, à manger et à retourner l'assiette durait généralement environ trois minutes. Les repas étaient souvent accompagnés de coups. Les toilettes étaient bloquées et il y avait des déchets humains partout. Ed Vulliamy, un journaliste britannique, a déclaré que lorsqu'il a visité le camp, les détenus étaient dans une très mauvaise condition physique. Il les a vus manger un bol de soupe et du pain et a dit qu'il avait l'impression qu'ils n'avaient pas mangé depuis longtemps. Ils semblaient terrifiés. Les détenus buvaient de l'eau d'une rivière polluée par des déchets industriels et beaucoup souffraient de constipation ou de dysenterie. Aucune plainte pénale n'a jamais été déposée contre les personnes détenues dans le camp d'Omarska, et les détenus n'ont pas été informés des charges concrètes retenues contre eux. Apparemment, il n'y avait aucune raison objective justifiant la détention de ces personnes. Le camp d'Omarska a été fermé immédiatement après une visite de journalistes étrangers début août. Les 6 ou 7 août 1992, les détenus d'Omarska ont été divisés en groupes et transportés dans des bus vers différentes destinations. Environ 1 500 personnes ont été transportées dans 20 bus.

### Camp de Trnopolje
Le camp de Trnoplje a été installé dans le village de Trnoplje le 24 mai 1992. Le camp était gardé de tous côtés par l'armée serbe. Il y avait des nids de mitrailleuses et des postes bien armés pointant leurs armes vers le camp. Il y avait plusieurs milliers de personnes détenues dans le camp, dont la grande majorité étaient des Musulmans de Bosnie et certains d'entre eux étaient des Croates. Selon des estimations, le 7 août 1992, environ 5 000 personnes y étaient détenues. Des femmes et des enfants ont été détenus dans le camp ainsi que des hommes en âge de devenir militaires. La population du camp avait un taux de rotation élevé, de nombreuses personnes restant moins d'une semaine dans le camp avant de rejoindre l'un des nombreux convois vers une autre destination ou des camps de concentration. La quantité de nourriture disponible était insuffisante et les gens avaient souvent faim. De plus, l'approvisionnement en eau était insuffisant et les toilettes inadéquates. La majorité des détenus dormaient en plein air. Les soldats serbes ont utilisé des battes de baseball, des barres de fer, des crosses de fusil et leurs mains et pieds ou tout ce qu'ils avaient à leur disposition pour battre les détenus. Les individus qui étaient emmenés pour être interrogés revenaient souvent contusionnés ou blessés. De nombreuses femmes détenues au camp de Trnopolje ont été emmenées hors du camp pendant la nuit par des soldats serbes et violées ou agressées sexuellement.
Slobodan Kuruzović, le commandant du camp de Trnopolje, a estimé qu'entre 6 000 et 7 000 personnes sont passées par le camp en 1992. Ceux qui ont traversé le camp n'étaient coupables d'aucun crime. La Croix-Rouge internationale est arrivée dans le camp à la mi-août 1992. Quelques jours plus tard, les détenus ont été enregistrés et ont reçu un livret d'inscription. Le camp a été officiellement fermé le 30 septembre, bien qu'il y ait des preuves qui suggèrent que quelque 3 500 sont restés plus longtemps, jusqu'à ce qu'ils soient transférés à Travnik en Bosnie centrale.

### Autres centres de détention
Il y avait également d'autres installations à Prijedor qui étaient utilisées pour détenir des Bosniaques et d'autres personnes non serbes. Ces centres de détention comprenaient des casernes de l' armée populaire yougoslave, le centre communautaire Miška Glava et un bâtiment de la police à Prijedor connu sous le nom de bâtiment du SUP.
La caserne de la JNA à Prijedor était connue sous le nom de caserne de Žarko Zgonjanin. Ils ont été utilisés comme centre de détention provisoire. Certaines personnes qui fuyaient le nettoyage de Bišćani ont été piégées par des soldats serbes et emmenées à un poste de commandement à Miška Glava. Le lendemain matin, ils ont été appelés, interrogés et battus. Ce schéma a continué pendant quatre ou cinq jours. Plusieurs hommes du village de Rizvanovići ont été emmenés par des soldats et n'ont pas été revus depuis. Une centaine d'hommes ont été arrêtés dans les bois près de Kalajevo par des soldats de la JNA et des policiers de réserve et emmenés au club culturel Miška Glava. Les cellules de détention étaient situées derrière le bâtiment principal du SUP (bâtiment de la police). Il y avait aussi une cour où les gens étaient appelés la nuit et battus. Les prisonniers détenus dans ce bâtiment ont également été régulièrement menacés et insultés. Les gardiens les maudissaient en les appelant « balija », un terme dérogatoire pour les paysans musulmans de faible origine.

## Meurtres dans les camps
De nombreux meurtres, tant à l'intérieur qu'à l'extérieur des camps, ont été commis lors du nettoyage ethnique de Prijedor.
Sur la base des éléments de preuve présentés au procès Stakić, la Chambre de première instance conclut que plus d'une centaine de personnes ont été tuées fin juillet 1992 dans le camp d'Omarska. Environ 200 personnes de Hambarine sont arrivées au camp d'Omarska en juillet 1992. Ils étaient initialement logés dans la structure connue sous le nom de Maison Blanche . Tôt le matin, vers 1 ou 2 heures le 17 juillet 1992, des coups de feu ont été entendus qui se sont poursuivis jusqu'à l'aube. Des cadavres ont été vus devant la Maison Blanche. Les gardiens du camp, dont l'un était reconnu comme Živko Marmat, tiraient des balles dans les corps. « Tout le monde a reçu une balle supplémentaire qui leur a été tirée dans la tête ». Les corps ont ensuite été chargés dans un camion et emmenés. Il y avait environ 180 corps au total.
Le 24 juillet 1992, le massacre du camp de Keraterm, connu sous le nom de massacre de la salle 3, a été commis comme l'un des premiers massacres plus importants commis à l'intérieur du camp. De nouveaux détenus bosniaques de la zone précédemment nettoyée de Brdo ont été incarcérés dans la salle 3. Pendant les premiers jours, les détenus se sont vu refuser la nourriture et ont été battus et abusés. Le jour du massacre, un grand nombre de soldats serbes sont arrivés dans le camp, portant des uniformes militaires et des bérets rouges. Une mitrailleuse a été placée devant la salle 3. Cette nuit-là, des rafales de tirs et des gémissements ont pu être entendus en provenance de la salle 3. Une mitrailleuse a commencé à tirer. Le lendemain matin, il y avait du sang sur les murs de la salle 3. Il y avait des tas de corps et des blessés. Les gardes ont ouvert la porte et ont dit : « Regardez ces sales musulmans insensés - ils se sont tués ». La zone à l'extérieur de la salle 3 était couverte de sang. Un camion est arrivé et un homme de la salle 1 s'est porté volontaire pour aider au chargement des corps dans le camion. Peu de temps après, le camion avec tous les corps a quitté l'enceinte. Le volontaire de la salle 1 a rapporté qu'il y avait 128 cadavres sur le camion. Lorsque le camion est parti, du sang en coulait. Plus tard dans la journée, un camion de pompiers est arrivé pour nettoyer la salle 3 et les environs.

## TPIY / MICT
Le Tribunal pénal international pour l'ex-Yougoslavie (TPIY) était un organe de l' ONU créé pour poursuivre les crimes graves commis pendant les guerres yougoslaves et juger leurs auteurs. Le tribunal était un tribunal ad hoc situé à La Haye, aux Pays-Bas. Il a prononcé une vingtaine de condamnations pour des crimes commis dans la municipalité de Prijedor. Un verdict notable a été prononcé contre l'ancien dirigeant serbe de Bosnie, Radovan Karadžić, qui a été reconnu coupable de crimes contre l'humanité et de crimes de guerre dans toute la Bosnie, y compris à Prijedor. Il a été condamné à la prison à vie. Le 22 novembre 2017, le général Ratko Mladić a également été condamné à la prison à vie.
Parmi les autres condamnations importantes figuraient Milomir Stakić, l'ancien président de l'Assemblée municipale de Prijedor, qui a été condamné à 40 ans de prison, homme politique serbe de Bosnie Momčilo Krajišnik, qui a été condamné à 20 ans de prison, et Radoslav Brđanin, ex-président de la cellule de crise de la région autonome de Krajina, condamné à 30 ans de prison.  Stojan Župljanin, un ancien commandant de la police qui avait le contrôle opérationnel des forces de police responsables des camps de détention, et Mićo Stanišić, l'ancien ministre de l'intérieur de la Republika Srpska, ont tous deux été condamnés à 22 ans de prison chacun.  La politicienne serbe de Bosnie Biljana Plavšić a plaidé coupable et reconnu sa culpabilité. Elle a été condamnée à 11 ans de prison pour persécution de non-Serbes.
Des ex-gardes du camp de Keraterm ont également été condamnés: Duško Sikirica a été condamné à 15 ans, Damir Došen à 5 ans et Dragan Kolundžija à 3 ans pour passages à tabac,  tandis que les gardiens du camp d'Omarska ont également été condamnés: Zoran Žigić a été condamné à 25 ans, Mlado Radić à 20 ans, Miroslav Kvočka à 7 ans d'emprisonnement, Milojica Kos à 6 ans et Dragoljub Prcać à 5 ans d'emprisonnement. Predrag Banović, qui a plaidé coupable à 25 chefs d'accusation, a été condamné à 8 ans de prison. Duško Tadić a été condamné à 20 ans de prison. Darko Mrđa, un ancien membre de l'unité spéciale de police serbe de Bosnie qui était impliqué dans l'affaire du massacre des falaises de Korićani,, a plaidé coupable et a été condamné à une peine de 17 ans de prison.

## Mémoriaux
En 2010, un mémorial a été inauguré à Kozarac en souvenir des victimes civiles bosniaques décédées dans les camps de concentration gérés par les autorités serbes pendant la guerre.  Cependant, selon The Economist, les autorités de Prijedor refusent d'autoriser un mémorial aux enfants, pour la plupart bosniaques, tués dans la ville pendant la guerre.